# Gačnik
Gačnik – wieś w Słowenii, w gminie Pesnica. W 2018 roku liczyła 541 mieszkańców.